# Milionia eutyches
Milionia eutyches là một loài bướm đêm trong họ Geometridae.